# Thelphusula luidana
Thelphusula luidana is een krabbensoort uit de familie van de Gecarcinucidae. De wetenschappelijke naam van de soort is voor het eerst geldig gepubliceerd in 1938 door Chace.